# Echinocythereis vidua
Echinocythereis vidua is een mosselkreeftjessoort uit de familie van de Trachyleberididae. De wetenschappelijke naam van de soort is voor het eerst geldig gepubliceerd in 2000 door Barra & Bonaduce.